# Мюллер, Вильгельм (гандболист)
Вильгельм Мюллер (нем. Wilhelm Müller; 5 декабря 1909 — 22 февраля 1984) — немецкий гандболист. Чемпион Олимпийских игр 1936 года в Берлине.
Мюллер был участником олимпийских игр 1936 года, на которых впервые был представлен гандбол. На турнире он принял участие в двух матчах, а его сборная стала олимпийским чемпионом, одержав победы во всех матчах.